# Casekow
Casekow é um município da Alemanha, situado no distrito de Uckermark, no estado de Brandemburgo. Tem 94,10 km² de área, e sua população em 2019 foi estimada em 1.885 habitantes.